# Termitiera

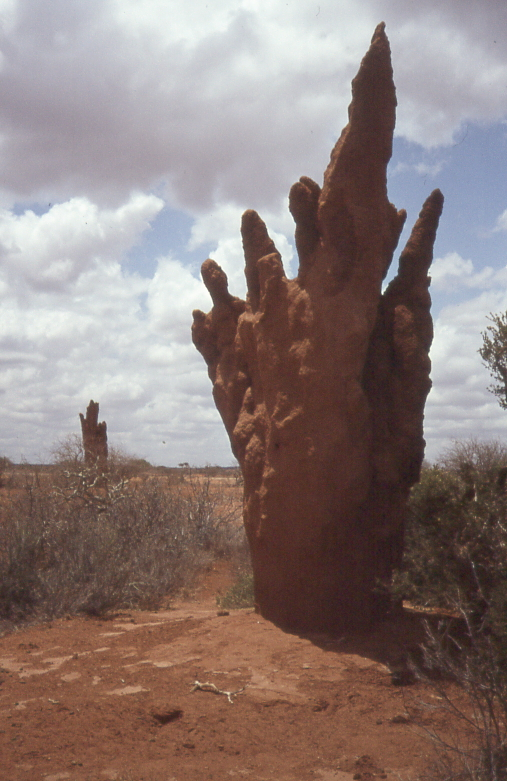
Termitiera w Somalii

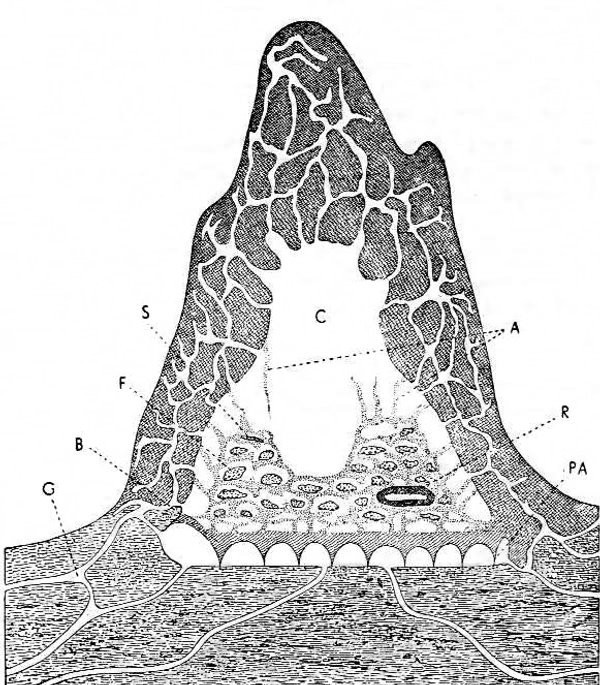
Przekrój termitiery

Termitiera – gniazdo zbudowane i zamieszkiwane przez termity.

## Zakładanie termitiery
Młoda samica termita wraz z samcem chowają się w szczelinie gruntu lub norce, gdzie samica składa pierwsze jaja. Oboje troszczą się o ich bezpieczeństwo i pokarm dla wylęgłych larw. Pierwsze młode termity zajmują się opieką nad młodszym potomstwem i rozpoczynają budowę gniazda. Od tej pory jedynym obowiązkiem pary jest składanie jaj. Budowla składa się z rozrastającej się sieci kanałów w ziemi, którymi termity podążają w celu zdobywania pożywienia oraz rosnącej w górę i wszerz kolumny.

## Budowa termitiery
Gniazdo budowane jest z przeżutego drewna, stanowiącego pokarm dla termitów. W gnieździe budowane są komory, z których jedna przeznaczona jest dla pary królewskiej. Wraz z rozwojem kolonii termitów rośnie termitiera przyjmując kształt zależny od gatunku termitów i warunków środowiskowych w jakich została wybudowana. Termitiera jest wciąż przebudowywana tak aby zapewnić wysoką wilgotność wewnątrz (na słońcu termity szybko giną) i odpowiednią temperaturę. Ciągła przebudowa gniazda sprawia, że każda termitiera ma inny kształt.

## Konstrukcje termitier
Termitiery mogą mieć kształt wysokich kolumn osiągających wysokość kilku metrów, gniazda znajdującego się na drzewie lub stanowić sieć kanałów w drzewie i ziemi. Niektóre gatunki termitów w poszukiwaniu pożywienia tworzą naziemne, naskalne lub nadrzewne kanały chroniące termity przed słońcem i pozwalające na szybkie i bezpieczne dotarcie do pożywienia.

## Ekologia
Teju brazylijski może składać jaja w termitierach.